# Église Sainte-Geneviève de Marizy-Sainte-Geneviève
L'église Sainte-Geneviève est une église située à Marizy-Sainte-Geneviève, en France.

## Localisation
L'église est située sur la commune de Marizy-Sainte-Geneviève, dans le département de l'Aisne.

## Historique
L'édifice, construit aux 12e et 13e siècles, est classé au titre des monuments historiques en 1920.